# Леонард Потій
Леонард Потій (близько 1730 р. — 14 липня 1774 р.) — державний діяч Великого князівства Литовського. Обозний (1752—1771 рр.) і стражник великий литовський (з 1771 р.).
Був старостою Рогачовським (від 1771 р.) і Олькеницьким. Кавалер Ордена Білого Орла (1759 р.).

## Життєпис
Представник шляхетського роду Потіїв гербу «Вага», син Олександра воєводи Троцького і Терези з Войно-Ясенецьких, вдови каштеляна Мстиславського Костянтина Бенедикта Бжастовського. Мав старшого брата Людовика (близько 1726—1771 рр.) стражника великого литовського.
Обирався послом від Вітебського воєводства на сейми 1750 і 1752 років. У 1752 р. отримав урядову посаду обозного великого литовського. Знову обирався послом на сейми 1762 і 1764 років. На останньому з них брав участь у виборах короля і великого князя Станіслава Августа Понятовського. У 1771 р. отримав урядування стражника великого литовського.
По першому розділі Речі Посполитої (1772) заради збереження власних маєтків в Полоцькому воєводстві в 1773 р. присягнув Катерині II.
У 1773 р. одружився з Марією Олександрою, донькою старости Речицького Альбрехта Радзивілла. У шлюбі народився син Олександр Михаїл, останній обозний великий литовський.